# Sithayankottai
Sithayankottai là một thị xã panchayat của quận Dindigul thuộc bang Tamil Nadu, Ấn Độ.

## Nhân khẩu
Theo điều tra dân số năm 2001 của Ấn Độ, Sithayankottai có dân số 12.052 người. Phái nam chiếm 50% tổng số dân và phái nữ chiếm 50%. Sithayankottai có tỷ lệ 60% biết đọc biết viết, cao hơn tỷ lệ trung bình toàn quốc là 59,5%: tỷ lệ cho phái nam là 69%, và tỷ lệ cho phái nữ là 51%. Tại Sithayankottai, 11% dân số nhỏ hơn 6 tuổi.